# 유의 (성양경왕)
성양경왕 유의(城陽敬王 劉義, ? ~ 기원전 109년)는 중국 전한의 황족 · 제후왕으로, 성양왕이다. 성양경왕 유연의 아들이다.
아버지가 성양경왕 26년(기원전 118년)에 죽자 성양왕을 계승했다. 성양경왕 8년(기원전 110년)에 입조했으며 성양경왕 9년(기원전 109년)에 죽어 아들 성양혜왕 유무가 성양왕을 계승했다.